# Santiago Guerrero Arroyo
Santiago Guerrero Arroyo (Palencia, 27 de octubre de 1974) es un deportista español que compitió en piragüismo en la modalidad de maratón. Ganó siete medallas en el Campeonato Mundial de Piragüismo en Maratón entre los años 1999 y 2008, y tres medallas en el Campeonato Europeo de Piragüismo en Maratón entre los años 1999 y 2007.

## Palmarés internacional
| Campeonato Mundial | Campeonato Mundial                | Campeonato Mundial | Campeonato Mundial |
| Año                | Lugar                             | Medalla            | Evento             |
| ------------------ | --------------------------------- | ------------------ | ------------------ |
| 1999               | Győr (Hungría)                    | Medalla de plata   | K2                 |
| 2000               | Dartmouth (Canadá)                | Medalla de oro     | K2                 |
| 2001               | Stockton-on-Tees (Reino Unido)    | Medalla de bronce  | K2                 |
| 2003               | Valladolid (España)               | Medalla de bronce  | K2                 |
| 2005               | Perth (Australia)                 | Medalla de bronce  | K2                 |
| 2007               | Győr (Hungría)                    | Medalla de plata   | K2                 |
| 2008               | Týn nad Vltavou (República Checa) | Medalla de plata   | K2                 |
| Campeonato Europeo |                                   |                    |                    |
| Año                | Lugar                             | Medalla            | Evento             |
| 1999               | Gorzów Wielkopolski (Polonia)     | Medalla de bronce  | K2                 |
| 2003               | Gdansk (Polonia)                  | Medalla de bronce  | K2                 |
| 2007               | Trenčín (Eslovaquia)              | Medalla de bronce  | K2                 |